# 彭佳芸
彭佳芸（1982年10月13日—），中華民國政治人物，民主進步黨籍新北市議會議員（蘆洲區、三重區），曾任職於台視、中天新聞台和華視主播。2018年3月宣布請辭華視主播，接棒公公鄭金隆以無黨籍參選2018九合一大選參選新北市議員並當選。2019年11月26日於余天立委總部成立時宣布加入民進黨。

## 選舉紀錄
| 年度 | 選舉屆數             | 選舉區           | 所屬政黨   | 得票數 | 得票率 | 當選標記 | 備註 |
| ---- | -------------------- | ---------------- | ---------- | ------ | ------ | -------- | ---- |
| 2018 | 第三屆新北市議員選舉 | 新北市第三選舉區 | 無黨籍     | 28,641 | 9.75%  |          |      |
| 2022 | 第四屆新北市議員選舉 | 新北市第四選舉區 | 民主進步黨 | 26,059 | 9.75%  |          |      |

## 外部連結
- 新北市議員 彭佳芸 （页面存档备份，存于）
- 彭佳芸的Facebook專頁
- 彭佳芸的Instagram帳戶
- 彭佳芸主播 華視時期播報畫面截圖 （页面存档备份，存于）